# Венецианская ярмарка (опера)
«Венецианская ярмарка» (итал. La fiera di Venezia) — опера в трёх действиях, восьми картинах Антонио Сальери, написанная на либретто Джованни Гастона Боккерини. Премьера оперы состоялась в Бургтеатре или Кернтнертор-театре в Вене 29 января 1772 года.
Опера пользовалась успехом, став одним из самых популярных произведений Сальери, выдержав более тридцати постановок в Европе при жизни композитора. До 1775 года были представления в Мангейме, Бонне, Варшаве и Дрездене. Самые известные номера оперы — увертюра и ария Каллоандры из третьего действия Vi sono sposa e amante.

## Действующие лица
- Фальсирена (Falsirena), дочь Грифаньо — сопрано
- Грифаньо (Grifagno), старый корыстолюбивый глупец — баритон (партия написана частично в басовом, частично в теноровом ключе)[4]
- Каллоандра (Calloandra), маркиза из Виченцы, невеста Острогото — сопрано
- Острогото (Ostrogoto), богатый и щедрый герцог — тенор
- Кристаллина (Cristallina), торговка и интриганка — сопрано
- Разойо (Rasojo), хозяин гостиницы «Черный бык» — тенор
- Бельфусто (Belfusto), влюблённый взаимно и мнимый кузен Фальсирены — бас
- Чеккино (Cecchino), мальчик, сын повара — тенор

Хор: купцы, торговцы, гости в венецианских масках, слуги, повара, гондольеры, моряки.
Без слов: гости в венецианских масках, музыканты, гондольеры, моряки, слуги, грузчики.

### Значение имён
Все имена говорящие:
- Фальсирена — «ложная сирена», то есть ложная обольстительница
- Грифаньо — «хищный»
- Каллоандра — из греческих κάλλος красота и ἀνήρ мужчина; греческие корни подчёркивают её аристократичность
- Острогото — «остгот», то есть варвар
- Кристаллина — «кристальная», то есть кристально чистая, без лживости
- Разойо — «бритва»
- Бельфусто — «красивый ствол», то есть красавец
- Чеккино — «кукушка»

## Сюжет
Действие происходит в Венеции, во время вознесенской ярмарки-карнавала.
Герцог Острогото ухаживает за Фальсиреной, которая влюблена в Бельфусто, но не против внимания со стороны герцога. Внезапно в Венецию прибывает его невеста, маркиза Каллоандра. Острогото пытается отдалиться от Фальсирены, чтобы избежать встречи двух женщин. Однако Фальсирена понимает, что у герцога есть другая возлюбленная. Ей удаётся проникнуть в гостиницу, где остановилась Каллоандра, переодевшись сначала оперной певицей, потом французской купчихой и наконец немецкой баронессой. Торговка Кристаллина, разозлённая тем, что ей не было уплачено за эти переодевания, рассказывает Каллоандре, что у Острогото есть любовница.
Кульминация сюжета — бал-маскарад в финале второго действия. Фальсирена уговаривает Острогото пойти с ней, но затем, при помощи Бельфусто, делает так, что вместо неё там оказывается Каллоандра в маске. Таким образом Каллоандра застаёт врасплох Острогото, добивающегося расположения, как он думает, своей любовницы. Острогото рассержен шуткой, которую с ним сыграла Фальсирена, и признаёт, что только Каллоандра достойна его любви. Опера завершается тройной свадьбой: Острогото и Каллоандры, Бельфусто и Фальсирены, а также хозяина гостиницы Разойо и Кристаллины.

### Картины
Действие первое
1. Площадь в Венеции
2. Комната в небольшой гостинице Разойо, отведённая Каллонандре

Действие второе
1. Вид на Мост Риальто
2. Комната в гостинице, отведённая Каллоандре
3. Внутренний дворик гостиницы, освещённый фонарями в ночное время
4. Великолепная зала, иллюминированная для бала

Действие третье
1. Квартира Острогото
2. Прекрасный сад над Рива-делла-Зуэка [на Гвидекке], с обеденными столами под цветущей зеленью